# Zakir Hussain (hockeyer)
Zakir Hussain (Lahore, 1 januari 1934 - 19 augustus 2019) was een Pakistaans hockeyer.
Hussain verloor in 1956 de olympische finale van de aartsrivaal India. In 1958 en 1962 won Hussain de gouden medaille op de Aziatische Spelen. Tijdens zijn tweede Olympische Spelen twaalf jaar later won hij de gouden medaille.

## Erelijst
- 1956 –  Olympische Spelen in Melbourne
- 1958 –  Aziatische Spelen in Bangkok
- 1962 –  Aziatische Spelen in Bangkok
- 1968 –  Olympische Spelen in Mexico-stad